# Brachylinga attenuata
Brachylinga attenuata är en tvåvingeart som beskrevs av Webb 2006. Brachylinga attenuata ingår i släktet Brachylinga och familjen stilettflugor. Inga underarter finns listade.